# Moe
Moe su izumrla porodica ptica neletačica iz reda nojevki. Ova porodica sastoji se od deset vrsta raspoređenih u šest rodova. Sve vrste su bile endemi Novog Zelanda, te izumrle su oko 1500. godine Uglavnom su nastanjivale šume, sve dok Maori nisu došli na Novi Zeland i iskrčili većinu šuma. Prema istraživanjima naučnika, moe su se hranile biljkama. Često su gutale stene koje bi se zadržale u želucu (gastroliti), pa bi tako ptice lakše probavile teško probavljive biljke. Hodale su brzinom oko 3-5 km/h. U muzejima se nalazi 36 fosilizovanih jaja ptica iz ove porodice. Jaja su bila velika 120-240 mm. Kod većine vrsta jaja su bila bele boje, samo kod vrste Megalapteryx didinus bila su plavozelenkasta. 

## Taksonomija
Ova porodica nekad je tvorila poseban red ptica u koji su biolozi ubrajali i kivije. Postojale su dve porodice: manje moe (lat. Anomalopterygidae) i velike moe (lat. Dinornithidae). Manje moe su činile ptice veličine ćurana ili malo veće. Među njima je bila najmanja od svih moa, Euryapteryx curtus koja je bila teška oko 20 kg. Drugu porodicu, velike moe su bile jako velike ptice, među kojima je bila velika moa, jedna od najviših ptica ikada. Bila je visoka oko 4,5 m. Najbliži rođaci ovih ptica su emu i kazuar.
Ovo su trenutno priznati rodova i vrste:
- Red †Dinornithiformes (Gadow 1893) Ridgway 1901 [Dinornithes Gadow 1893; Immanes Newton 1884] (moa)
  - Porodica Dinornithidae Owen 1843 [Palapteryginae Bonaparte 1854; Palapterygidae Haast 1874; Dinornithnideae Stejneger 1884] (giant moa)
    - Rod Dinornis
      - North Island giant moa, Dinornis novaezealandiae (North Island, New Zealand)
      - South Island giant moa, Dinornis robustus (South Island, New Zealand)

  - Porodica Emeidae (Bonaparte 1854) [Emeinae Bonaparte 1854; Anomalopterygidae Oliver 1930; Anomalapteryginae Archey 1941] (lesser moa)
    - Rod Anomalopteryx
      - Bush moa, Anomalopteryx didiformis (South Island, New Zealand)

    - Rod Emeus
      - Eastern moa, Emeus crassus (South Island, New Zealand)

    - Rod  Euryapteryx
      - Coastal moa, Euryapteryx curtus (North and South Island, New Zealand)

    - Rod Pachyornis
      - Heavy-footed moa, Pachyornis elephantopus (South Island, New Zealand)
      - Mantell's moa, Pachyornis geranoides (North Island, New Zealand)
      - Crested moa,  Pachyornis australis (South Island, New Zealand)[2]

  - Porodica Megalapterygidae
    - Rod Megalapteryx
      - Upland moa, Megalapteryx didinus (South Island, New Zealand)

Dve neimenovane vrste Saint Bathans Fauna.

### Filogenija
|  | Tinamiformes (Tinamous)  |
|  |                          |
|  | Dinornithiformes† (Moas) |
|  |                          |

|  | Apterygiformes (Kiwi)              |
|  |                                    |
|  | Aepyornithiformes† (Elephant bird) |
|  |                                    |

|  | Casuariidae (Cassowary) |
|  |                         |
|  | Dromaiidae (Emu)        |
|  |                         |

|  | Apterygiformes (Kiwi)              |
|  |                                    |
|  | Aepyornithiformes† (Elephant bird) |
|  |                                    |

|  | Casuariidae (Cassowary) |
|  |                         |
|  | Dromaiidae (Emu)        |
|  |                         |

|  | Apterygiformes (Kiwi)              |
|  |                                    |
|  | Aepyornithiformes† (Elephant bird) |
|  |                                    |

|  | Casuariidae (Cassowary) |
|  |                         |
|  | Dromaiidae (Emu)        |
|  |                         |

|  | Apterygiformes (Kiwi)              |
|  |                                    |
|  | Aepyornithiformes† (Elephant bird) |
|  |                                    |

|  | Casuariidae (Cassowary) |
|  |                         |
|  | Dromaiidae (Emu)        |
|  |                         |

|  | Tinamiformes (Tinamous)  |
|  |                          |
|  | Dinornithiformes† (Moas) |
|  |                          |

|  | Apterygiformes (Kiwi)              |
|  |                                    |
|  | Aepyornithiformes† (Elephant bird) |
|  |                                    |

|  | Casuariidae (Cassowary) |
|  |                         |
|  | Dromaiidae (Emu)        |
|  |                         |

|  | Apterygiformes (Kiwi)              |
|  |                                    |
|  | Aepyornithiformes† (Elephant bird) |
|  |                                    |

|  | Casuariidae (Cassowary) |
|  |                         |
|  | Dromaiidae (Emu)        |
|  |                         |

|  | Apterygiformes (Kiwi)              |
|  |                                    |
|  | Aepyornithiformes† (Elephant bird) |
|  |                                    |

|  | Casuariidae (Cassowary) |
|  |                         |
|  | Dromaiidae (Emu)        |
|  |                         |

|  | Apterygiformes (Kiwi)              |
|  |                                    |
|  | Aepyornithiformes† (Elephant bird) |
|  |                                    |

|  | Casuariidae (Cassowary) |
|  |                         |
|  | Dromaiidae (Emu)        |
|  |                         |

|  | Tinamiformes (Tinamous)  |
|  |                          |
|  | Dinornithiformes† (Moas) |
|  |                          |

|  | Apterygiformes (Kiwi)              |
|  |                                    |
|  | Aepyornithiformes† (Elephant bird) |
|  |                                    |

|  | Casuariidae (Cassowary) |
|  |                         |
|  | Dromaiidae (Emu)        |
|  |                         |

|  | Apterygiformes (Kiwi)              |
|  |                                    |
|  | Aepyornithiformes† (Elephant bird) |
|  |                                    |

|  | Casuariidae (Cassowary) |
|  |                         |
|  | Dromaiidae (Emu)        |
|  |                         |

|  | Apterygiformes (Kiwi)              |
|  |                                    |
|  | Aepyornithiformes† (Elephant bird) |
|  |                                    |

|  | Casuariidae (Cassowary) |
|  |                         |
|  | Dromaiidae (Emu)        |
|  |                         |

|  | Apterygiformes (Kiwi)              |
|  |                                    |
|  | Aepyornithiformes† (Elephant bird) |
|  |                                    |

|  | Casuariidae (Cassowary) |
|  |                         |
|  | Dromaiidae (Emu)        |
|  |                         |

|  | Tinamiformes (Tinamous)  |
|  |                          |
|  | Dinornithiformes† (Moas) |
|  |                          |

|  | Apterygiformes (Kiwi)              |
|  |                                    |
|  | Aepyornithiformes† (Elephant bird) |
|  |                                    |

|  | Casuariidae (Cassowary) |
|  |                         |
|  | Dromaiidae (Emu)        |
|  |                         |

|  | Apterygiformes (Kiwi)              |
|  |                                    |
|  | Aepyornithiformes† (Elephant bird) |
|  |                                    |

|  | Casuariidae (Cassowary) |
|  |                         |
|  | Dromaiidae (Emu)        |
|  |                         |

|  | Apterygiformes (Kiwi)              |
|  |                                    |
|  | Aepyornithiformes† (Elephant bird) |
|  |                                    |

|  | Casuariidae (Cassowary) |
|  |                         |
|  | Dromaiidae (Emu)        |
|  |                         |

|  | Apterygiformes (Kiwi)              |
|  |                                    |
|  | Aepyornithiformes† (Elephant bird) |
|  |                                    |

|  | Casuariidae (Cassowary) |
|  |                         |
|  | Dromaiidae (Emu)        |
|  |                         |

|  | Dinornis robustus        |
|  |                          |
|  | Dinornis novaezealandiae |
|  |                          |

|  | Megalapteryx didinus |
|  |                      |

|  | Dinornis robustus        |
|  |                          |
|  | Dinornis novaezealandiae |
|  |                          |

|  | Megalapteryx didinus |
|  |                      |

|  | Pachyornis australis                                                              |
|  |                                                                                   |
|  | \| \| Pachyornis elephantopus \| \| \| \| \| \| Pachyornis geranoides \| \| \| \| |
|  |                                                                                   |
|  | Pachyornis elephantopus                                                           |
|  |                                                                                   |
|  | Pachyornis geranoides                                                             |
|  |                                                                                   |

|  | Pachyornis elephantopus |
|  |                         |
|  | Pachyornis geranoides   |
|  |                         |

|  | Pachyornis australis                                                              |
|  |                                                                                   |
|  | \| \| Pachyornis elephantopus \| \| \| \| \| \| Pachyornis geranoides \| \| \| \| |
|  |                                                                                   |
|  | Pachyornis elephantopus                                                           |
|  |                                                                                   |
|  | Pachyornis geranoides                                                             |
|  |                                                                                   |

|  | Pachyornis elephantopus |
|  |                         |
|  | Pachyornis geranoides   |
|  |                         |

|  | Pachyornis australis                                                              |
|  |                                                                                   |
|  | \| \| Pachyornis elephantopus \| \| \| \| \| \| Pachyornis geranoides \| \| \| \| |
|  |                                                                                   |
|  | Pachyornis elephantopus                                                           |
|  |                                                                                   |
|  | Pachyornis geranoides                                                             |
|  |                                                                                   |

|  | Pachyornis elephantopus |
|  |                         |
|  | Pachyornis geranoides   |
|  |                         |

|  | Pachyornis australis                                                              |
|  |                                                                                   |
|  | \| \| Pachyornis elephantopus \| \| \| \| \| \| Pachyornis geranoides \| \| \| \| |
|  |                                                                                   |
|  | Pachyornis elephantopus                                                           |
|  |                                                                                   |
|  | Pachyornis geranoides                                                             |
|  |                                                                                   |

|  | Pachyornis elephantopus |
|  |                         |
|  | Pachyornis geranoides   |
|  |                         |

|  | Anomalopteryx didiformis                                             |
|  |                                                                      |
|  | \| \| Emeus crassus \| \| \| \| \| \| Euryapteryx curtus \| \| \| \| |
|  |                                                                      |
|  | Emeus crassus                                                        |
|  |                                                                      |
|  | Euryapteryx curtus                                                   |
|  |                                                                      |

|  | Emeus crassus      |
|  |                    |
|  | Euryapteryx curtus |
|  |                    |

|  | Anomalopteryx didiformis                                             |
|  |                                                                      |
|  | \| \| Emeus crassus \| \| \| \| \| \| Euryapteryx curtus \| \| \| \| |
|  |                                                                      |
|  | Emeus crassus                                                        |
|  |                                                                      |
|  | Euryapteryx curtus                                                   |
|  |                                                                      |

|  | Emeus crassus      |
|  |                    |
|  | Euryapteryx curtus |
|  |                    |

|  | Pachyornis australis                                                              |
|  |                                                                                   |
|  | \| \| Pachyornis elephantopus \| \| \| \| \| \| Pachyornis geranoides \| \| \| \| |
|  |                                                                                   |
|  | Pachyornis elephantopus                                                           |
|  |                                                                                   |
|  | Pachyornis geranoides                                                             |
|  |                                                                                   |

|  | Pachyornis elephantopus |
|  |                         |
|  | Pachyornis geranoides   |
|  |                         |

|  | Pachyornis australis                                                              |
|  |                                                                                   |
|  | \| \| Pachyornis elephantopus \| \| \| \| \| \| Pachyornis geranoides \| \| \| \| |
|  |                                                                                   |
|  | Pachyornis elephantopus                                                           |
|  |                                                                                   |
|  | Pachyornis geranoides                                                             |
|  |                                                                                   |

|  | Pachyornis elephantopus |
|  |                         |
|  | Pachyornis geranoides   |
|  |                         |

|  | Pachyornis australis                                                              |
|  |                                                                                   |
|  | \| \| Pachyornis elephantopus \| \| \| \| \| \| Pachyornis geranoides \| \| \| \| |
|  |                                                                                   |
|  | Pachyornis elephantopus                                                           |
|  |                                                                                   |
|  | Pachyornis geranoides                                                             |
|  |                                                                                   |

|  | Pachyornis elephantopus |
|  |                         |
|  | Pachyornis geranoides   |
|  |                         |

|  | Pachyornis australis                                                              |
|  |                                                                                   |
|  | \| \| Pachyornis elephantopus \| \| \| \| \| \| Pachyornis geranoides \| \| \| \| |
|  |                                                                                   |
|  | Pachyornis elephantopus                                                           |
|  |                                                                                   |
|  | Pachyornis geranoides                                                             |
|  |                                                                                   |

|  | Pachyornis elephantopus |
|  |                         |
|  | Pachyornis geranoides   |
|  |                         |

|  | Anomalopteryx didiformis                                             |
|  |                                                                      |
|  | \| \| Emeus crassus \| \| \| \| \| \| Euryapteryx curtus \| \| \| \| |
|  |                                                                      |
|  | Emeus crassus                                                        |
|  |                                                                      |
|  | Euryapteryx curtus                                                   |
|  |                                                                      |

|  | Emeus crassus      |
|  |                    |
|  | Euryapteryx curtus |
|  |                    |

|  | Anomalopteryx didiformis                                             |
|  |                                                                      |
|  | \| \| Emeus crassus \| \| \| \| \| \| Euryapteryx curtus \| \| \| \| |
|  |                                                                      |
|  | Emeus crassus                                                        |
|  |                                                                      |
|  | Euryapteryx curtus                                                   |
|  |                                                                      |

|  | Emeus crassus      |
|  |                    |
|  | Euryapteryx curtus |
|  |                    |

## Literatura
- Anderson, A. (1989). „On evidence for the survival of moa in European Fiordland” (PDF). New Zealand Journal of Ecology. 12 (Supplement): 39—44.
- TV, Animal X (avgust 2003). „Animal X Classic”. Приступљено 14. 2. 2011.
- Baker, Allan J.; Huynen, Leon J.; Haddrath, Oliver; Millar, Craig D.; Lambert, David M. (2005). „Reconstructing the tempo and mode of evolution in an extinct clade of birds with ancient DNA: The giant moas of New Zealand”. PNAS. 102 (23): 8257—8262. Bibcode:2005PNAS102.8257B Проверите вредност параметра |bibcode= length (помоћ). PMC 1149408 . PMID 15928096. doi:10.1073/pnas.0409435102.
- Brands, Sheila (14. 8. 2008). „Systema Naturae 2000 / Classification, Order Dinornithiformes”. Project: The Taxonomicon. Архивирано из оригинала 07. 03. 2009. г. Приступљено 4. 2. 2009.
- Buller, W.L. (1888). A history of the birds of New Zealand. London: Buller.
- Bunce, Michael; Worthy, Trevor H.; Ford, Tom; Hoppitt, Will; Willerslev, Eske; Drummond, Alexei; Cooper, Alan (2003). „Extreme reversed sexual size dimorphism in the extinct New Zealand moa Dinornis”. Nature. 425 (6954): 172—174. Bibcode:2003Natur.425..172B. PMID 12968178. doi:10.1038/nature01871.
- Burrows, C.;  . (1981). „The diet of moas based on gizzard contents samples from Pyramid Valley, North Canterbury, and Scaifes Lagoon, Lake Wanaka, Otago”. Records of the Canterbury Museum. 9: 309—336.
- Davies, S.J.J.F. (2003). „Moas”.  Ур.: Hutchins, Michael. Grzimek's Animal Life Encyclopedia. 8 Birds I Tinamous and Ratites to Hoatzins (2 изд.). Farmington Hills, MI: Gale Group. стр. 95—98. ISBN 978-0-7876-5784-0.
- Dawkins, Richard (2004). A Pilgrimage to the Dawn of Life, The Ancestor's Tale. Boston: Houghton Mifflin. стр. 292. ISBN 978-0-618-00583-3.
- Dieffenbach, E. (1843). Travels in New Zealand. II. London: John Murray. стр. 195. ISBN 978-1-113-50843-0.
- Dutton, Dennis (1994). „Skeptics Meet Moa Spotters”. New Zealand Skeptics Online. New Zealand: New Zealand Committee for the Scientific Investigation of Claims of the Paranormal. Архивирано из оригинала 8. 3. 2016. г. Приступљено 14. 2. 2011.
- Forrest, R.M. (1987). „A partially mummifiedAnomalopteryx didiformis skeleton of Anomalopteryx didiformis from Southland”. Journal of the Royal Society of New Zealand. 17: 399—408. doi:10.1080/03036758.1987.10426481.
- Fuller, Errol (1987).  Bunney, Sarah, ур. Extinct Birds. London, England: The Rainbird Publishing Group. ISBN 978-0-8160-1833-8.
- Gill, BJ. (2007). „Eggshell characteristics of moa eggs (Aves: Dinornithiformes)”. Journal of the Royal Society of New Zealand. 37 (4): 139—150. doi:10.1080/03014220709510542.
- Gould, Charles (1886). Mythical Monsters. W.H. Allen & Co.
- Hall, Jamie (2006). „Moas and Other Giant Flightless Birds”. The Cryptid Zoo. Приступљено 14. 2. 2011.
- Hamilton, A. (1894). „On the feathers of a small species of moa (Megalapteryx didinus) found in a cave at the head of the Waikaia River, with a notice of a moa-hunters camping place on the Old Man Range”. Transactions and Proceedings of the New Zealand Institute. 27: 232—238.
- Hartree, WH. (1999). „A preliminary report on the nesting habits of moas in the East Coast of the North Island” (PDF). Notornis. 46 (4): 457—460. Архивирано из оригинала (PDF) 19. 05. 2017. г. Приступљено 16. 01. 2019.
- Heuvelmans, Bernard (1959). On the Track of Unknown Animal. New York, NY: Hill & Wang.
- Hill, H. (1913). „The Moa—Legendary, Historical and Geographical: Why and When the Moa disappeared”. Transactions and Proceedings of the Royal Society of New Zealand. 46: 330.
- Holdaway, R. N.; Jacomb, C. (2000). „Rapid Extinction of the Moas (Aves: Dinornithiformes): Model, Test, and Implications”. Science. 287 (5461): 2250—2254. Bibcode:2000Sci...287.2250H. PMID 10731144. doi:10.1126/science.287.5461.2250.
- Holdaway, R.N.; Worthy, T. H. (1997). „A reappraisal of the late Quaternary fossil vertebrates of Pyramid Valley Swamp, North Canterbury”. New Zealand Journal of Zoology. 24: 69—121. doi:10.1080/03014223.1997.9518107.
- Horrocks, M.;  . (2004). „Plant remains in coprolites: diet of a subalpine moa (Dinornithiformes) from southern New Zealand”. Emu. 104 (2): 149—156. doi:10.1071/MU03019.
- Hutton, F.W.; Coughtrey, M. (1875). „Notice of the Earnscleugh Cave”. Transactions and Proceedings of the New Zealand Institute. 7: 138—144.
- Huynen, Leon; Gill, Brian J.; Millar, Craig D.; Lambert, David M. (30. 8. 2010). „Ancient DNA Reveals Extreme Egg Morphology and Nesting Behavior in New Zealand's Extinct Moa”. Proceedings of the National Academy of Sciences. 107 (30): 16201—16206. Bibcode:2010PNAS..10716201H. PMC 2941315 . PMID 20805485. doi:10.1073/pnas.0914096107.
- Huynen, Leon J.; Millar, Craig D.; Scofield, R. P.; Lambert, David M. (2003). „Nuclear DNA sequences detect species limits in ancient moa”. Nature. 425 (6954): 175—178. Bibcode:2003Natur.425175H Проверите вредност параметра |bibcode= length (помоћ). PMID 12968179. doi:10.1038/nature01838.
- Laing, Doug (5. 1. 2008). „Birdman says moa surviving in the Bay”. Hawkes Bay Today. APN News & Media Ltd. Архивирано из оригинала 24. 7. 2011. г. Приступљено 14. 2. 2011.
- Millener, P. R. (1982). „And then there were twelve: the taxonomic status of Anomalopteryx oweni (Aves: Dinornithidae)”. Notornis. 29 (1): 165—170. Архивирано из оригинала 19. 01. 2012. г. Приступљено 16. 01. 2019.
- OSNZ (januar 2009). „New Zealand Recognised Bird Names (NZRBN) database”. Ornithological Society of New Zealand Inc. Архивирано из оригинала 25. 4. 2015. г. Приступљено 14. 2. 2011.
- Owen, Richard (1879). Memoirs on the Extinct Wingless Birds of New Zealand, with an Appendix of Those of England, Australia, Newfoundland, Mauritius and Rodriguez. London: John van Voorst.
- Phillips, Matthew J.; Gibb, Gillian C.; Crimp, Elizabeth A.; Penny, David (2010). „Tinamous and Moa Flock Together: Mitochondrial Genome Sequence Analysis Reveals Independent Losses of Flight among Ratites”. Systematic Biology. 59 (1): 90—107. PMID 20525622. doi:10.1093/sysbio/syp079. Приступљено 1. 2. 2010.
- Polack, J. S. (1838). New Zealand: Being a Narrative of Travels and Adventures During a Residence in that Country Between the Years 1831 and 1837. I. London: Richard Bentley. стр. 303, 307.
- Purcell, Rosamond (1999). Swift as a Shadow. Mariner Books. стр. 32. ISBN 978-0-395-89228-2.
- Stephenson, Brent (5. 1. 2009). „New Zealand Recognised Bird Names (NZRBN) database”. New Zealand: Ornithological Society of New Zealand. Архивирано из оригинала 25. 4. 2015. г. Приступљено 10. 5. 2010.
- Turvey, Samuel T.; Green, Owen R.; Holdaway, Richard N. (2005). „Cortical growth marks reveal extended juvenile development in New Zealand moa”. Nature. 435 (7044): 940—943. Bibcode:2005Natur.435940T Проверите вредност параметра |bibcode= length (помоћ). PMID 15959513. doi:10.1038/nature03635.
- Vickers-Rich, P.; et al.  (1995). „Morphology, myology, collagen and DNA of a mummified moa, Megalapteryx didinus (Aves: Dinornithiformes) from New Zealand”. Tuhinga: Records of the Museum of New Zealand Te Papa Tongarewa. 4: 1—26.
- Wood, JR. (2007). „Moa gizzard content analyses: further information on the diet of Dinornis robustus and Emeus crassus, and the first evidence for the diet of Pachyornis elephantopus (Aves: Dinornithiformes)”. Records of the Canterbury Museum. 21: 27—39.
- Wood, JR. (2008). „Moa (Aves: Dinornithiformes) nesting material from rockshelters in the semi-arid interior of South Island, New Zealand”. Journal of the Royal Society of New Zealand. 38 (3): 115—129. doi:10.1080/03014220809510550.
- Wood, J.R.; Worthy, T. H.; Rawlence, N. J.; Jones, S. M.; Read, S. E. (2008). „A deposition mechanism for Holocene miring bone deposits, South Island, New Zealand”. Journal of Taphonomy. 6: 1—20.
- Worthy, T.H. (1989). „Mummified moa remains from Mt. Owen, northwest Nelson”. Notornis. 36: 36—38.
- Worthy, T.H. (1998a). „Quaternary fossil faunas of Otago, South Island, New Zealand”. Journal of the Royal Society of New Zealand. 28 (3): 421—521. doi:10.1080/03014223.1998.9517573.
- Worthy, T.H. (1998b). „The Quaternary fossil avifauna of Southland, South Island, New Zealand”. Journal of the Royal Society of New Zealand. 28 (4): 537—589. doi:10.1080/03014223.1998.9517575.
- Worthy, T.H.; Holdaway, R. N. (1993). „Quaternary fossil faunas from caves in the Punakaiki area, West Coast, South Island, New Zealand”. Journal of the Royal Society of New Zealand. 23: 147—254. doi:10.1080/03036758.1993.10721222.
- Worthy, T.H.; Holdaway, R. N. (1994). „Quaternary fossil faunas from caves in Takaka Valley and on Takaka Hill, northwest Nelson, South Island, New Zealand”. Journal of the Royal Society of New Zealand. 24 (3): 297—391. doi:10.1080/03014223.1994.9517474.
- Worthy, T.H.; Holdaway, R. N. (1995). „Quaternary fossil faunas from caves on Mt. Cookson, North Canterbury, South Island, New Zealand”. Journal of the Royal Society of New Zealand. 25 (3): 333—370. doi:10.1080/03014223.1995.9517494.
- Worthy, T.H.; Holdaway, R. N. (1996). „Quaternary fossil faunas, overlapping taphonomies, and paleofaunal reconstructions in North Canterbury, South Island, New Zealand”. Journal of the Royal Society of New Zealand. 26 (3): 275—361. doi:10.1080/03014223.1996.9517514.
- Worthy, Trevor H.; Holdaway, Richard N. (2002). The Lost World of the Moa. Bloomington: Indiana University Press. ISBN 978-0-253-34034-4.
- Worthy, Trevor H. (mart 2009). „A moa sighting?”. Te Ara - the Encyclopedia of New Zealand. Архивирано из оригинала 23. 10. 2012. г. Приступљено 14. 2. 2011.
- Yong, Ed (mart 2010). „DNA from the Largest Bird Ever Sequenced from Fossil Eggshells”. Discover Magazine. Архивирано из оригинала 13. 11. 2011. г. Приступљено 14. 2. 2011.